# Kulturlandschaft Fertő/Neusiedler See
Die Kulturlandschaft Fertő/Neusiedler See (englisch Fertö / Neusiedlersee Cultural Landscape) ist ein grenzübergreifendes UNESCO-Welterbe im österreichischen Burgenland und dem ungarischen Komitat Győr-Moson-Sopron.
Das Gebiet wurde im Jahr 2001 zum Welterbe ernannt. Es umfasst den Neusiedlersee, dessen Uferräume sowie die Orte am Ufer. Die Welterbe-Zone entspricht dem österreichischen Nationalpark Neusiedler See–Seewinkel und dem ungarischen Fertő-Hanság Nemzeti Park inklusive deren Randzonen.

## Lage und Landschaft
Die Kulturlandschaft Fertő / Neusiedler See wird im Westen durch das Leithagebirge und das Ödenburger Gebirge – beide sind Ausläufer der Ostalpen – begrenzt und verläuft in Richtung Pannonische Tiefebene. Im Norden wird es durch die Parndorfer Platte abgeschlossen.
Eine genaue Abgrenzung ist aufgrund der unterschiedlichen Unterschutzstellungsgrade und der damit verbundenen regionalen, nationalen und internationalen Regeln und Verordnungen nicht leicht möglich. Da die Kulturlandschaft eine lebende Region darstellen und schützen soll, ist eine solche Abgrenzung auch nicht nötig.
Zentrum der Kulturlandschaft ist der Neusiedler See mit seinen für den Steppensee typischen Uferlandschaften wie den breiten Schilfgürteln. Der Neusiedler See ist einer der wenigen Steppenseen in Europa und weist nur eine geringe Tiefe auf. Der See selbst hat eine Fläche – je nach Wasserstand – von durchschnittlich 320 km². Das Einzugsgebiet des Sees beträgt 1.120 km². Die Hauptausdehnung in nord-südlicher Richtung beträgt 36 km, die Breite zwischen 6 und 14 km. Die Höhe der Erdkrümmung beträgt zwischen Neusiedl am See und Mörbisch 9,6 m, so dass man nicht von einem Ende zum anderen sehen kann.
Am Südende des Sees finden sich die Hanság, jene Niedermoorlandschaften, von denen heute nur mehr ein Teil vorhanden ist, da das Moor in den vergangenen Jahrhunderten durch ein Kanal- und Wassergrabensystem entwässert wurde. Ebenso zur Kulturlandschaft zählen die zahlreichen Weingärten, die sich aufgrund des pannonischen Klimas am Abhang des Leithagebirges bis zum Seeufer entwickelt haben und das Burgenland zu einer bekannten Weinregion machen.
Geologisch liegt die Gegend auf einer Bruchlinie. Daher gibt es in der Region auch etwa zwanzig Mineralwasserquellen wie beispielsweise die St. Bartholomäus Quelle in Illmitz. Sie wurde im Jahr 1930 in einer Tiefe von 188 m gefunden, als man eigentlich nur nach reinem Quellwasser bohrte. In Illmitz gibt es noch zwei weitere Quellen: die Sulfina und die Gastrin. Unter dem Neusiedler See soll sich das größte Mineralwasservorkommen Europas befinden, das aber derzeit nicht genutzt wird.

### Nationalparkgemeinden
| Bezirk Neusiedl am See | Kreis Sopron |
| --- | --- |
| Andau (Mosontarcsa), Apetlon (Mosonbánfalva), Frauenkirchen (Fertőboldogasszony), Gols (Gálos), Halbturn (Féltorony), Illmitz (Illmic), Mönchhof (Barátfalu), Neusiedl am See (Nezsider), Pamhagen (Pomogy), Podersdorf am See (Pátfalu), Sankt Andrä am Zicksee (Mosonszentandrás), Tadten (Tetény), Wallern im Burgenland (Valla), Weiden am See (Védeny) | Sarród (Schrollen), Fertőd, Fertőszéplak (Schlippach), Hegykő (Heiligenstein), Fertőhomok (Amhagen), Hidegség (Kleinandrä), Nagycenk (Großzinkendorf), Fertőboz (Holling), Balf (Wolfs), Fertőrákos (Kroisbach) |

(In Klammern jeweils der entsprechende Name in ungarischer bzw. deutscher Sprache)

### Flora und Fauna

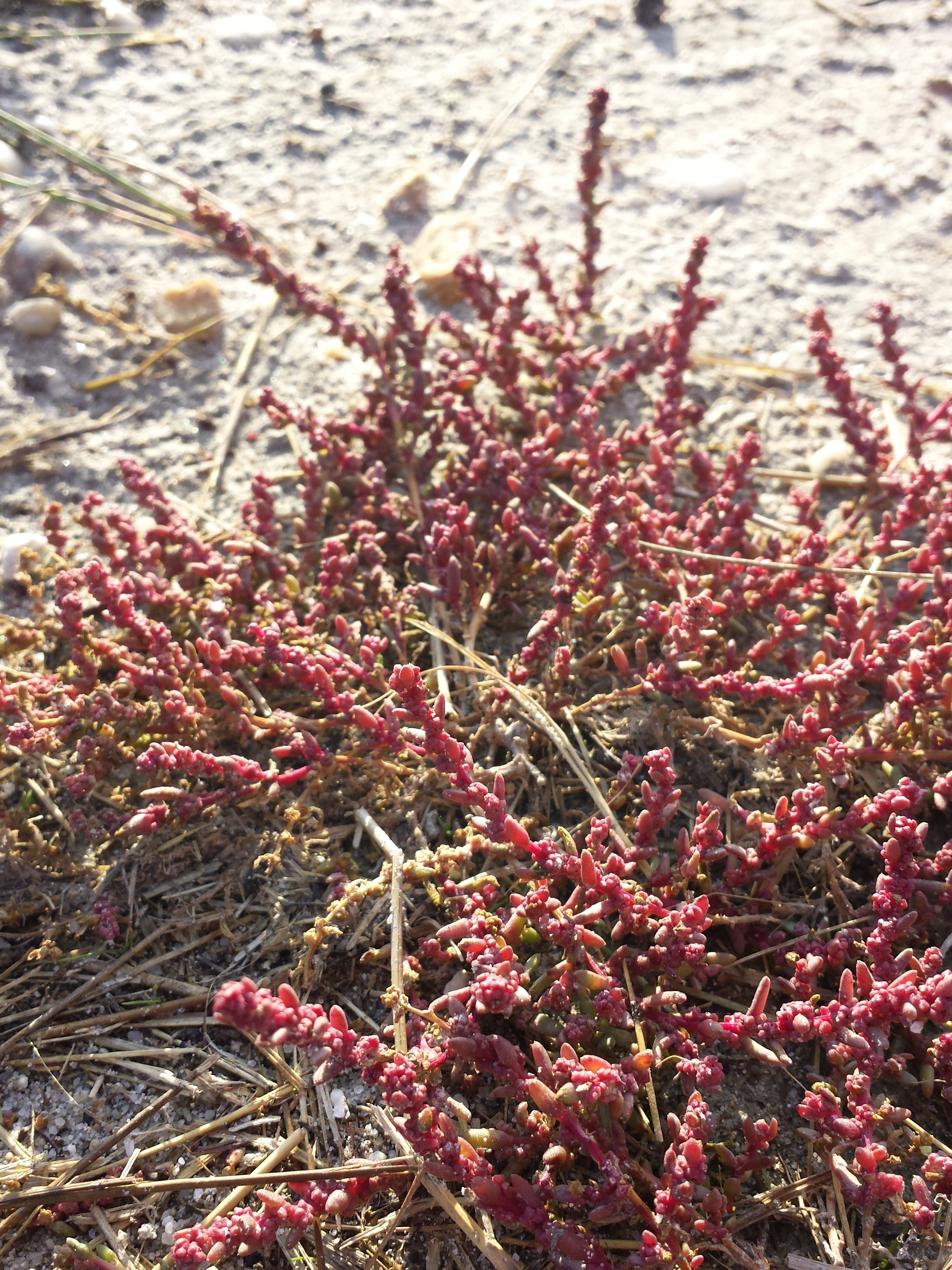
Die sehr seltene und lange Zeit verwechselte Klein-Salzmelde (Suaeda prostrata) wächst im Seewinkel.

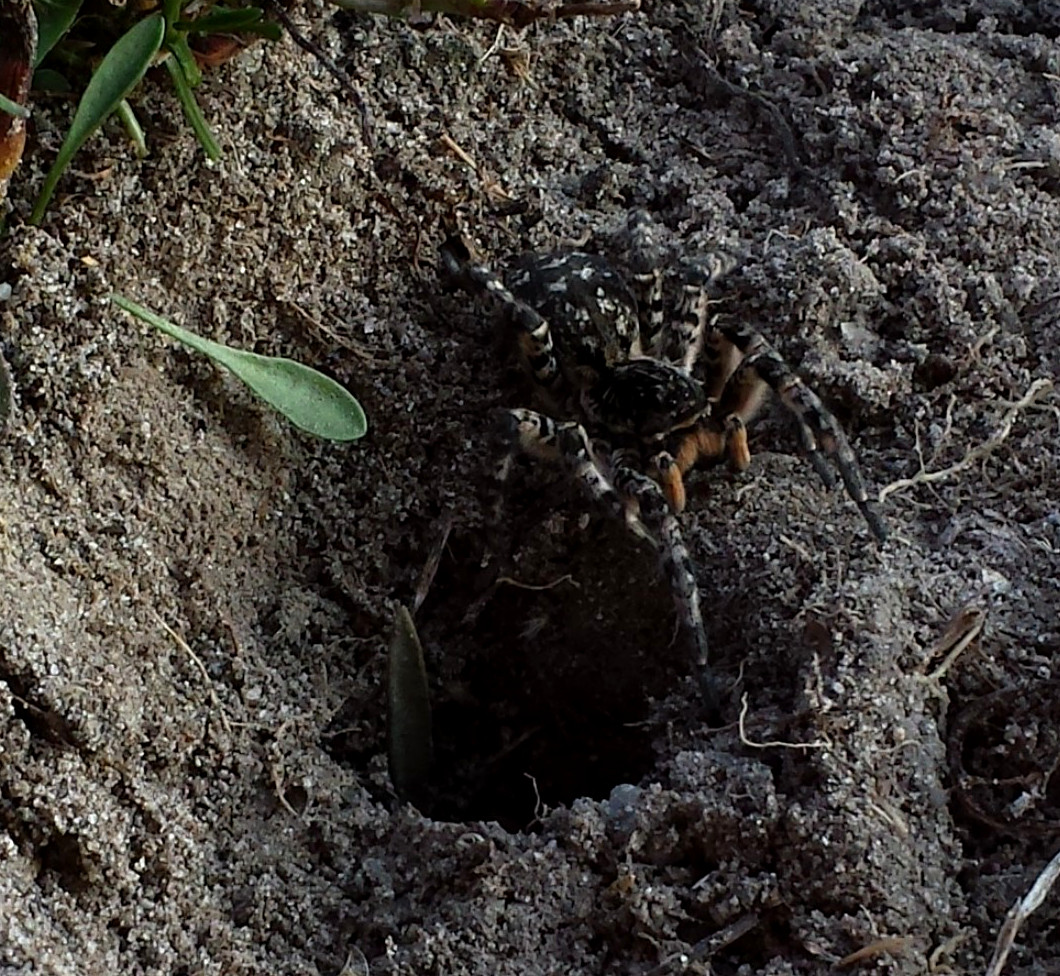
Die Südrussische Tarantel gräbt Röhren in den Boden und lauert in ihnen auf Beute.

Eine Unterteilung des Nationalparks nach Lebensräumen ergibt:
- den Neusiedler See mit seinem Schilfgürtel,
- die periodisch austrocknenden Salzlacken,
- Mähwiesen,
- Hutweideflächen und
- kleinflächige Sandlebensräume.

Der Schilfgürtel des Neusiedler Sees und die Lacken (flache, salzhaltige, episodisch austrocknende Gewässer) sind ein international bedeutender Brut- sowie Rastplatz für Zugvögel, die jeweils im Frühjahr und im Herbst aus dem Norden nach Süden und umgekehrt ziehen. Brutvögel nördlich gelegener Gebiete wie Kampfläufer, Dunkler Wasserläufer oder Alpenstrandläufer nutzen die seichten Uferzonen, um ihre Energiereserven für den weiteren Zug zu erneuern.
Von den etwa 320 hier nachgewiesenen Vogelarten brüten rund 120 im Gebiet. Auffällig sind die Nester des Weißstorchs auf den Hausdächern der Ortschaften. Im Frühling und Sommer ziehen Graugänse ihre Jungen im Bereich der Wiesen, Hutweiden und Salzlacken groß. Ihre nordischen Verwandten, die Blässgans und die Waldsaatgans, sorgen im Herbst und Winter für das vielleicht spektakulärste Naturschauspiel des Jahres – den Gänsestrich beim An- und Abflug zu den Schlafplätzen. Zu den Besonderheiten zählen zum Beispiel Arten wie Säbelschnäbler, Seeregenpfeifer, Uferschnepfe, Großtrappe, Löffler, Zwergscharbe oder Silber- und Purpurreiher, aber auch Kaiseradler, die in den verschiedenen Teillebensräumen des Schutzgebietes brüten. Von den Säugetieren ist vor allem das Europäische Ziesel interessant. 2007 wurde erstmals der Goldschakal, der hier vermutlich bis Anfang des 20. Jahrhunderts heimisch war und dann ausgerottet wurde, nachgewiesen.
Neben zahlreichen teils sehr seltenen Schmetterlings- (Osterluzeifalter, Wiener Nachtpfauenauge), Heuschrecken- und weiteren Insektenarten kommen im Neusiedlersee-Gebiet über 40 Libellenarten vor. Unter den Amphibien ist das Vorkommen der Rotbauchunke und des Donaukammmolchs – beides Anhang-II-Arten der FFH-Richtlinie – besonders zu erwähnen. Weitere vorkommende Amphibienarten sind Wechselkröte, Erdkröte, Knoblauchkröte, Laubfrosch, Springfrosch, Balkanmoorfrosch, Kleiner Wasserfrosch und Teichfrosch sowie der Teichmolch. Auf den Weideflächen im Seewinkel werden alte, hier ansässige Haustierrassen wie das ungarische Steppenrind oder der weiße Esel wieder kultiviert. Damit werden die Weideflächen vor einer Verbuschung bzw. Verschilfung bewahrt. Die im Seewinkel auftretenden Salzböden (Solontschak und Solonetz, im regionalen Dialekt Zick genannt) bieten einer besonders angepassten Flora geeignete Wuchsbedingungen. Salzpflanzen wie die Salzkresse, der Queller oder die im Herbst blühende Pannonien-Salzaster zählen zu den Besonderheiten aus botanischer Sicht.

### Bewohner und Wirtschaft
Die Bewohner dieser Gegend haben ihre Ursprünge in drei großen Ethnien: den Germanen, den Slawen und den Finno-ugrischen Völkern.
Die wichtigsten Einkommensquellen der Bewohner sind der Tourismus, der Weinbau und das Auspendeln in den Großraum Wien (von Schilfwirtschaft und Fischerei leben heute bloß noch wenige Familien).

## Geschichte der Region
Die ältesten Siedlungsspuren lassen sich im Hanság bis in das 6. Jahrtausend vor Christus zurückverfolgen. Am Südufer des Sees fand man mehrere jungsteinzeitliche Siedlungen.
Es gibt auch Funde aus dem frühen 4. Jahrtausend, die der Balaton-Lasinja-Gruppe zuzurechnen sind. Um diese Zeit wurde bereits Kupfer verarbeitet. Nahe von Fertőrákos und Sopronkőhida fand man auch Reste der Badener Kultur. Die Reste einer Schmiede belegen Siedlungstätigkeiten bis zum Ende der Kupferzeit.
Eine Blütezeit erlebte die Region in der Bronzezeit. Von großer Bedeutung war die westlich des Sees vorbeilaufende Bernsteinstraße, die von der Ostsee bis zur Adria führte.
Von Plinius wurde erwähnt, dass sich das Siedlungsgebiet der Noriker bis zum Lacus Peiso und dem Ödland der Boier erstreckte, wobei umstritten ist, ob es sich beim Lacus Peiso um den Neusiedler See oder den Plattensee handelt.
Im 5. Jahrhundert besetzten die Hunnen das Gebiet. Karl der Große eroberte im Awarenfeldzug von 795 den Raum, der aber bald wieder für die Franken bzw. Baiern verlustig ging. Im 11. Jahrhundert wurde das Gebiet auf die beiden Komitate Sopron und Moson aufgeteilt. Ab dem 13. Jahrhundert wanderten wieder deutschsprachige Siedler zu.
Von der ersten Türkenbelagerung von Wien im Jahr 1529 war die Region stark betroffen. Aus dieser Zeit stammt auch die Legende vom Türken im Rauchfang von Purbach.
Im Langen Türkenkrieg des Jahres 1594 fiel Győr, und das Gebiet blieb vier Jahre besetzt. In diesen Jahren wurde erneut viel zerstört.
Viele der heute noch erhaltenen Bürgerhäuser stammen aus dem 18. Jahrhundert, als der Unabhängigkeitskrieg von Ference Rákóczi vorüber war.

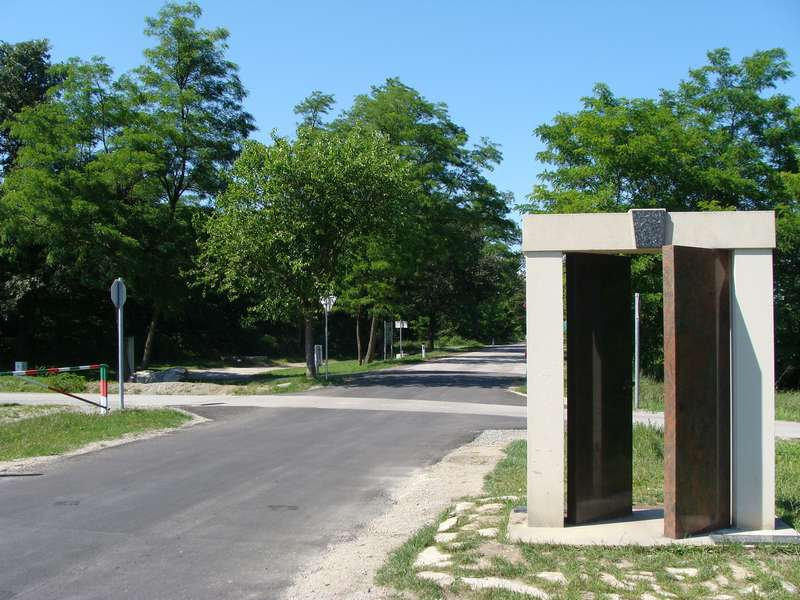
Denkmal für das Paneuropäische Picknick auf der ungarischen Seite der Grenze

Das 20. Jahrhundert war geprägt durch die Trennung von Österreich und Ungarn. 1920 wurde das Burgenland von Ungarn getrennt. Vor allem durch den nach dem Zweiten Weltkrieg errichteten Eisernen Vorhang wurden beide Teile des getrennten Gebietes stark in Mitleidenschaft gezogen. Sopronkőhida und St. Margarethen wurden durch das „Paneuropäische Picknick“ im Jahr 1989 bekannt, als dort der Stacheldraht durchschnitten und die Grenze wieder geöffnet wurde.

## Entwicklung zum UNESCO-Welterbe
Die Unterschutzstellung der Kulturlandschaft Fertő/Neusiedler See hat ihre Wurzeln schon in der Zusammenarbeit bei der Schaffung des ersten von der IUCN anerkannten länderübergreifenden Nationalparks der beiden Staaten Österreich und Ungarn.

### Entstehung der Nationalparks

#### Ungarn

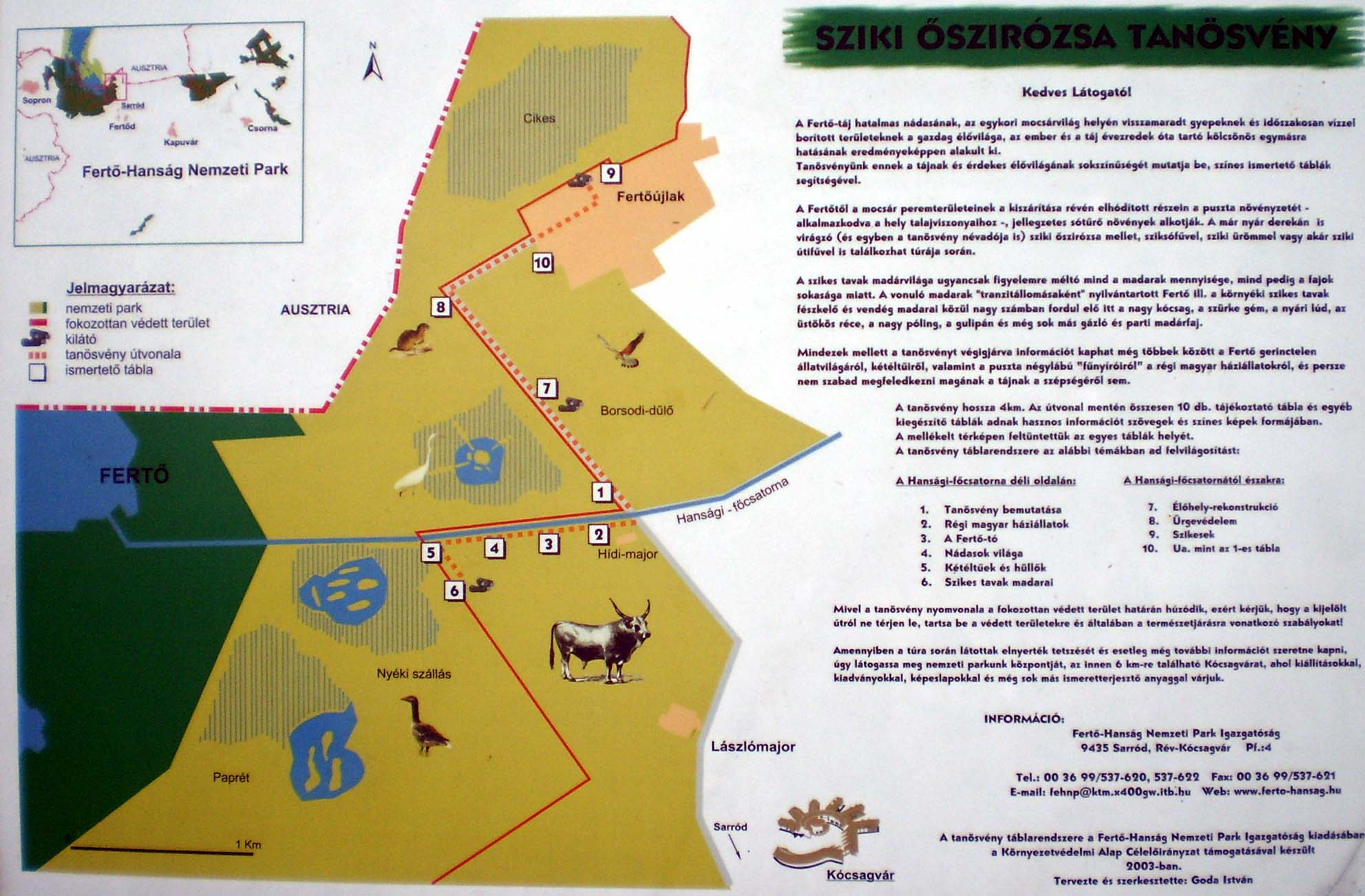
Informationstafel im ungarischen Teil

Bereits 1977 wurde das Gebiet unter Naturschutz gestellt. Zwei Jahre später wurde es zum MAB-Biosphärenreservat der UNESCO. 1989 wurde es zum Ramsar-Gebiet. 1991 wurde der gesamte südliche Seeteil aus dem Gebiet vor dem Strandbad in Fertőrákos zum Nationalpark erklärt. Dieser umfasste damals 65 km². Erst 1994 konnten große Gebiete des Hanság durch den Staat angekauft und ebenfalls dem Nationalpark angeschlossen werden. Später wurden weitere kleinere Schutzgebiete entlang der Rabnitz hinzugefügt, sodass der Park etwa eine Fläche von 235 km² umfasst.

#### Österreich
Die Ursprünge auf österreichischer Seite führen schon wesentlich weiter zurück. Trotzdem konnte der burgenländische Teil erst später zum Nationalpark erklärt werden.
Der erste Naturschutz ist auf die Forschungstätigkeiten zahlreicher Naturwissenschafter der nahen Universität Wien, die hier ihre Labors in freier Natur errichteten, zurückzuführen. Darunter fand man Tier- ebenso wie Pflanzenforscher in der Ersten Republik und auch während des Zweiten Weltkrieges. Arbeiten tragen die Handschrift bekannter Namen wie Wendelberger, Machura, Freundl und Kasy.
Im Jahr 1954 gelang es, mit Spenden und Stiftungen eine Biologische Station in einem umgebauten Bootshaus im Schilfgürtel bei Neusiedl am See zu errichten. 1960 wurde die Station zwar vom Land Burgenland übernommen, brannte aber im selben Jahr ab. Erst 1971 konnte die heutige Station in Illmitz errichtet werden. Sie ist eine Außenstelle der Naturschutzabteilung der burgenländischen Landesregierung.
Einen weiteren Eckpunkt bildet auch die Gründung des WWF Österreich in Apetlon im Jahr 1963. Der Widerstand gegen die Ende der 1960er geplante Brücke über den See durch die Republik Österreich war ein weiterer Stein im Mosaik des Naturschutzes. Infolge entstanden die ersten Naturschutzgesetze und -verordnungen, die zur Erklärung des Neusiedlersees als Naturschutzgebiet führten.
1977, vor dem ungarischen Teil, wurde das Biosphärenreservat von der UNESCO anerkannt. 1978 schrieb der Naturschutzbund Österreich mit dem Mattersburger Manifest eine notwendige grenzüberschreitende Zusammenarbeit in den Naturschutzbemühungen nieder, um dem steigenden Nutzungsdruck entgegenzuwirken. Bestätigung des Konzepts erfuhr man auch durch Touristenbefragungen.
Konkrete Bekundungen nach einem grenzüberschreitenden Nationalpark gab es durch Absichtserklärungen der ungarischen und österreichischen Regierungen im Jahr 1988. So konnte in Österreich im Jahr 1992 das Nationalparkgesetz, in dem eine Fläche von etwa 90 km² unter verschiedene Schutzstufen gestellt wird, beschlossen werden. 1993 wurde das Gebiet der Langen Lacke und deren Umgebung mit eingebunden.

### Gesetzliche Basis und Organisation des Kulturerbes

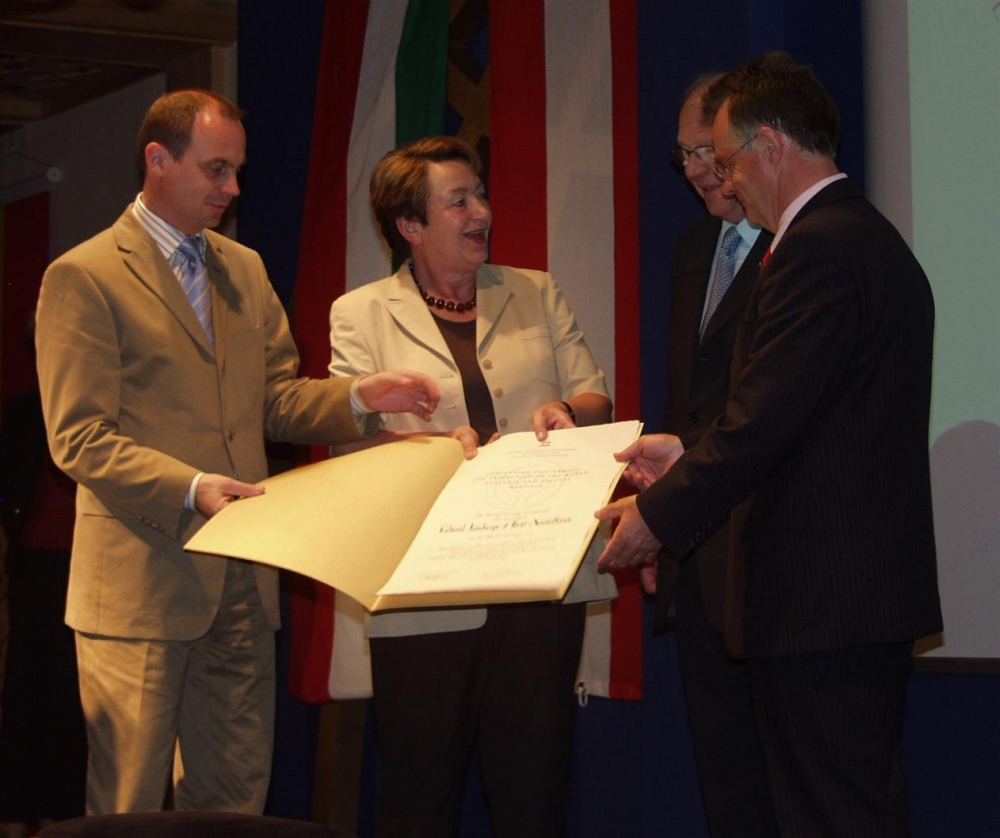
Übernahme der UNESCO-Urkunde durch Elisabeth Gehrer in Illmitz

In Österreich ist das Welterbe durch das Übereinkommen zum Schutz des Kultur- und Naturerbes der Welt samt österreichischer Erklärung (BGBl. 60/1993) geregelt.
In Ungarn findet das Welterbe nur in zwei ministeriellen Erlässen Erwähnung: Erlass 1/1998. (I.23.) KTMMKM über die Einschränkungen bezüglich Werbung und Erlass 40/1999.(IV.23.).
Die österreichische Teil wird durch den Verein Welterbe Neusiedlersee mit Sitz im Landhaus Eisenstadt organisiert. In Ungarn führt dies Fertő-táj Világörökség Magyarországi Tanácsa Egyesület mit Sitz im Schloss Eszterháza in Fertöd durch.

## Schutzzonen
Der Schutz der Welterbe-Landschaft kann in verschiedene Stufen eingeteilt werden:

### Nationalpark

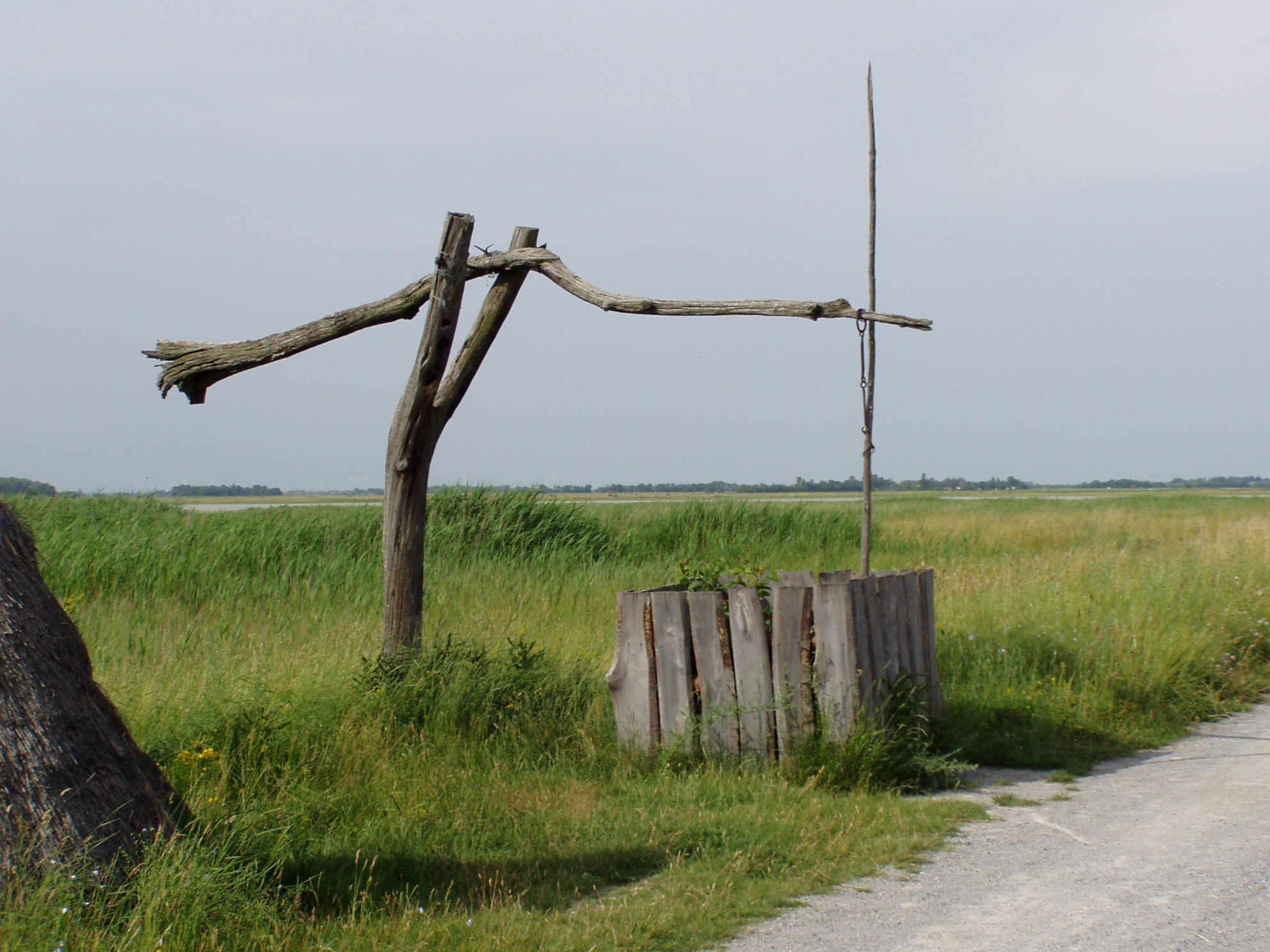
Steppe an der Langen Lacke

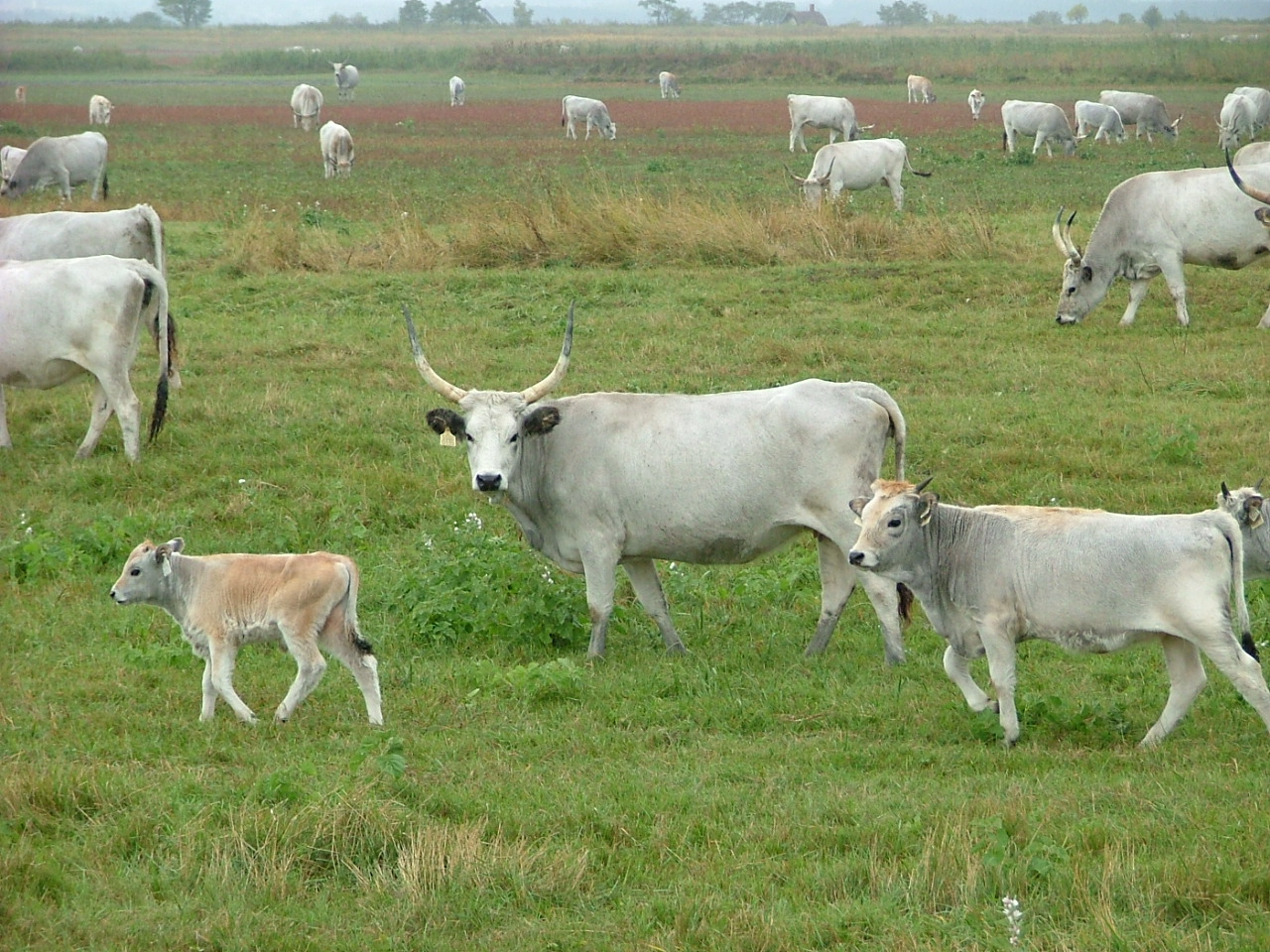
Graurinderherde bei Sarród

Rein formal kann der Nationalpark folgendermaßen unterteilt werden:
- Naturzone – ist die Kernzone der beiden Nationalparks und umfasst eine Fläche von ungefähr 4500 ha, die wirtschaftlich und landwirtschaftlich nicht genutzt wird.
- Bewahrungszone – Diese Zone ist Kulturlandschaft und ist daher auch von landwirtschaftlichen und touristischen Pflegemaßnahmen abhängig. Die Zone wird in sechs Gebiete unterteilt:
  - Apetlon – Lange Lacke mit circa 1750 ha
  - Illmitz – Hölle mit circa 1550 ha
  - Podersdorf – Karmazik mit circa 160 ha
  - Sandeck – Neudegg mit circa 460 ha
  - Waasen/Hanság mit circa 140 ha
  - Zitzmannsdorfer Wiesen mit circa 650 ha

#### Eigentumsverhältnisse
In den Eigentumsverhältnissen spiegeln sich die politischen Verhältnisse während der Entstehung der Parks wider. Während im ungarischen Teil der Großteil der Schutzgebiete im staatlichen Eigentum ist, wurden auf österreichischer Seite die meisten Flächen nur langfristig gepachtet, blieben aber im Eigentum der Bauern.

#### Organisation
Österreich
Die Nationalparkgesellschaft ist eine Körperschaft des öffentlichen Rechts mit fixen Mitarbeitern und saisonabhängigen freien Mitarbeitern. Von diesen wird das Naturraummanagement, die Öffentlichkeitsarbeit und die Besucherbetreuung durchgeführt. Wissenschaftliche Arbeiten werden von der Nationalparkgesellschaft selbst nicht durchgeführt.
In Illmitz befindet sich ein Besucherzentrum, das Nationalparkzentrum & Bildungszentrum – Illmitz, von dem aus die wissenschaftliche Arbeit koordiniert wird. Auch eine eigene Zeitung, das Geschnatter. Österreichs ... Nationalparkzeitung (ZDB-ID 2300886-6), wird herausgegeben.
Ungarn
Das Verwaltungszentrum des ungarischen Teils, das direkt dem Ministerium untersteht, befindet sich in Sarród. Neben der Verwaltung des Nationalparks erfolgt von hier aus auch die Verwaltung des Naturschutzes in Pannonhalma sowie des dort befindlichen Benediktinerklosters Pannonhalma.

### Naturschutzgebiete
- Landschaftsschutzgebiet

Diese Zone ist unter Naturschutz, gehört aber nicht mehr zum Nationalparkgebiet. In dieser Zone liegen die am See befindlichen Anrainerorte.
Im Westen des Sees wird dies ergänzt durch den Naturpark Neusiedler See - Leithagebirge. Neben Hutweiden und Weingärten umfasst der Naturpark auch die historischen Ortskerne der Ortschaften.
In Ungarn ist das Landschaftsschutzgebiet schon im Nationalpark organisiert.

### Biosphärenpark
Von 1977 bis 2016 war der gesamte österreichische Teil des Sees sowie das Westufer als Biosphärenpark deklariert, er weist eine Gesamtfläche von 25.000 ha mit einer Kernzone von 4.330 ha auf.
Österreich hat 2016 seinen Teil aus dem Weltnetz der UNESCO abgemeldet.
1979 wurde der ungarische Teil von der UNESCO als Biosphärenreservat anerkannt.
Der Biosphärenpark entstand auf Anregung und Einreichung des im Jahr 2006 verstorbenen Limnologen Heinz Löffler, nachdem das International Biological Programme (IBP) gerade am Auslaufen war. In diesem Rahmen wurden schon zahlreiche Forschungsprojekte durchgeführt.

### Ramsargebiete
Seit 16. Dezember 1982 ist das österreichische Gebiet als Neusiedler See und Lacken im Seewinkel (Nr. 271, auch: Neusiedlersee, Seewinkel & Hanság)
als international bedeutendes Feuchtgebiet nach der Ramsar-Konvention ausgewiesen. Es umfasst 44.229 ha. In Ungarn besteht seit 17. März 1989 das Ramsar-Gebiet Lake Fertő (Nr. 420)
mit 8.432 ha, und seit 29. September 2006 auch das Gebiet Nyirkai-Hany (Nr. 1644)
mit 460 ha im Hanság. Mit 12. November 2009 wurden die drei als Grenzüberschreitendes Ramsar-Gebiet Neusiedlersee–Seewinkel–Waasen / Neusiedlersee–Fertő–Hanság verankert.

## Forschung
1950 wurde in Neusiedl am See eine Forschungsstation auf privatrechtlicher Basis errichtet. Nach Ende der sowjetischen Besatzung wurde die Station 1956 vom Land Burgenland übernommen. Als die Station im Jahr 1960 abbrannte, wurde eine neue Station Biologische Station Neusiedler See in Illmitz durch die Akademie der Wissenschaften aufgebaut. Der Zweckbau wurde im Jahr 1971 eröffnet.
Das Biologische Forschungsinstitut für das Burgenland, das direkt der Burgenländischen Landesregierung unterstellt ist, gliedert sich in acht Gruppen:
- Umweltforschung
- Botanik
- Ornithologie
- Limnologische Forschung
- Natur- und Landschaftsschutz
- Wasseranalytik
- Amtssachverständigentätigkeit
- Kurse, Tagungen

## Kunst und Kultur
Die Kultur der letzten Jahrhunderte ist geprägt durch die Herrschaft der ungarischen Adeligen und hier vor allem den Esterházys oder den Széchenyis, nachdem in den Türkenkriegen sehr viel zerstört wurde und wieder aufgebaut werden musste. Bekannte Bauten aus dieser Zeit im Gebiet oder knapp außerhalb zeugen von dieser Herrschaft, wie die Schlösser Fertőd oder Eisenstadt oder das Schloss Széchenyi in Nagycenk.
Zum aktuellen Kunstschaffen kann man auch die durchwegs erfolgreichen Sommertheater zählen, wie die weit über die Grenzen bekannten Seefestspiele Mörbisch auf der Seebühne des Neusiedler Sees oder die Opernfestspiele im Römersteinbruch St. Margarethen, aber auch Haydn in Eszterháza, das Haydneum Eszterháza Fesztivál
im Schloss Eszterháza in Fertőd oder das Höhlentheater von Fertőrákos.

## Galerie

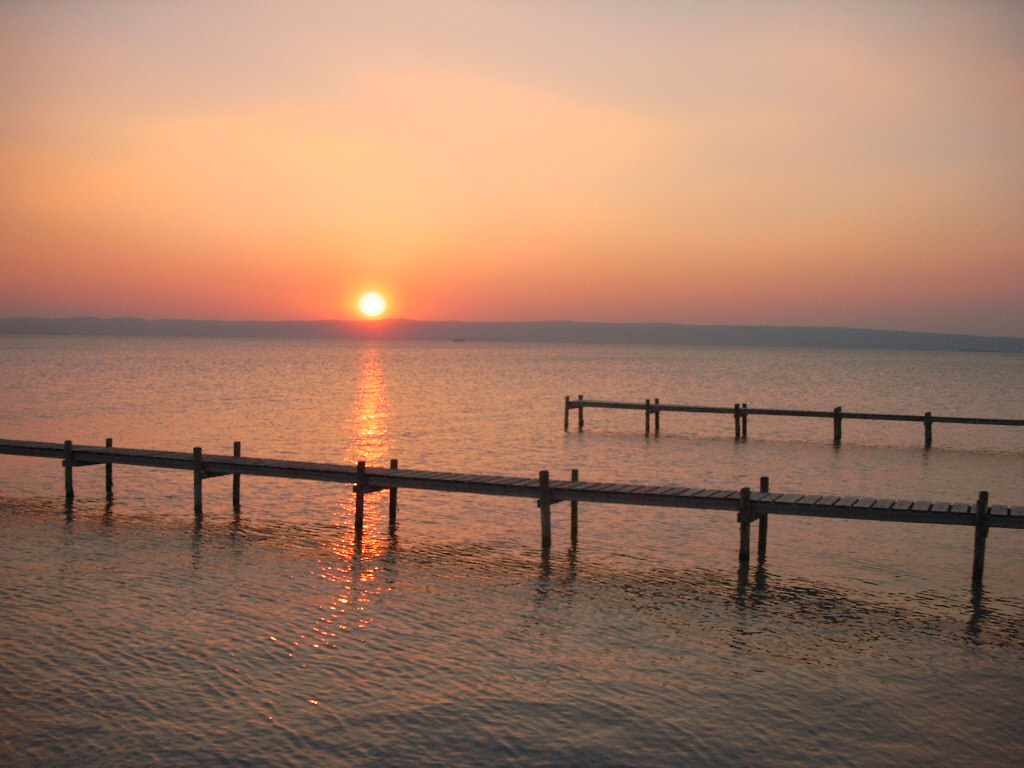
Podersdorf am See (ung.: Pártfalu) / Österreich
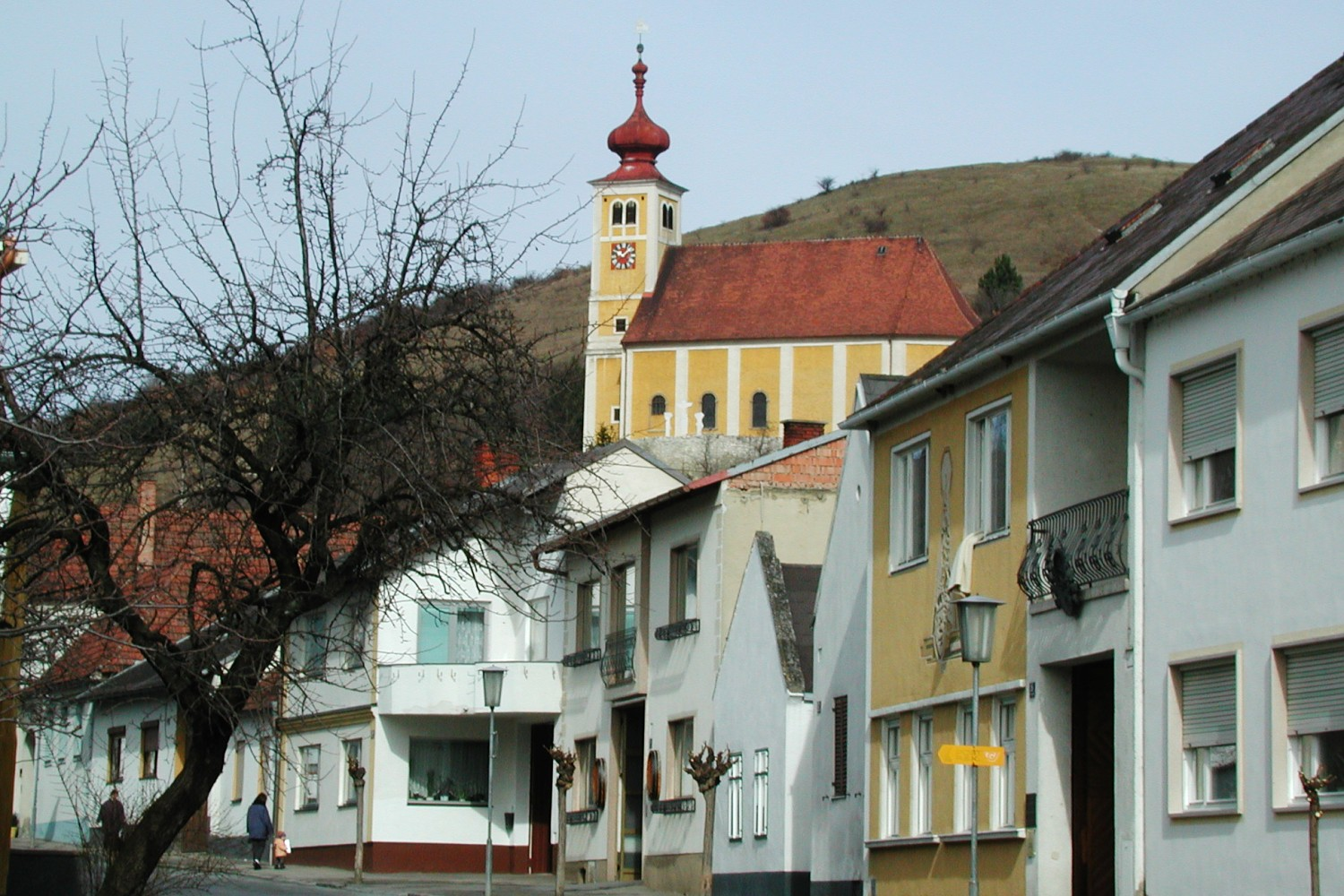
Donnerskirchen (Fertőfehéregyháza) / Österreich
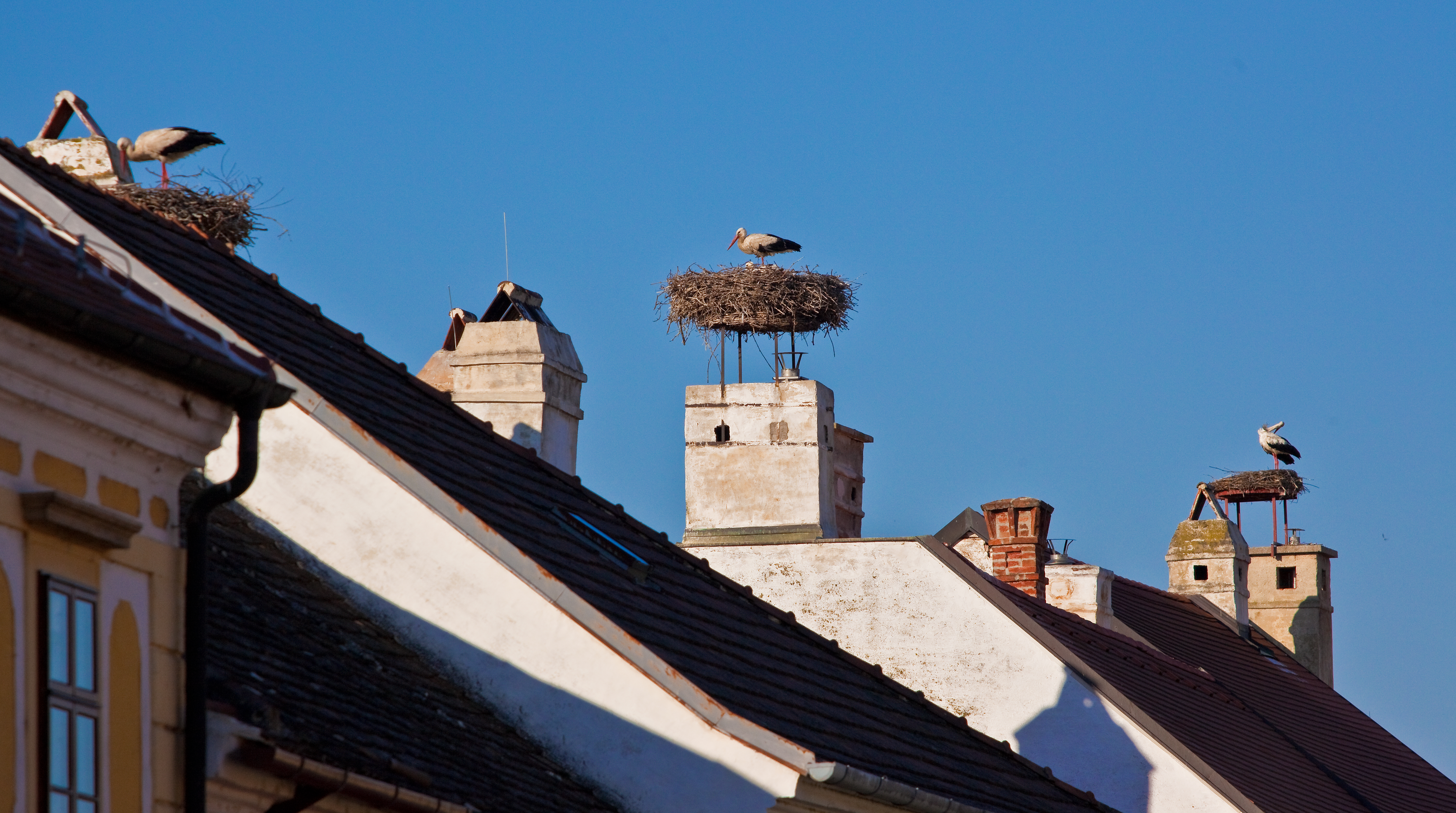
Rust (Ruszt) / Österreich
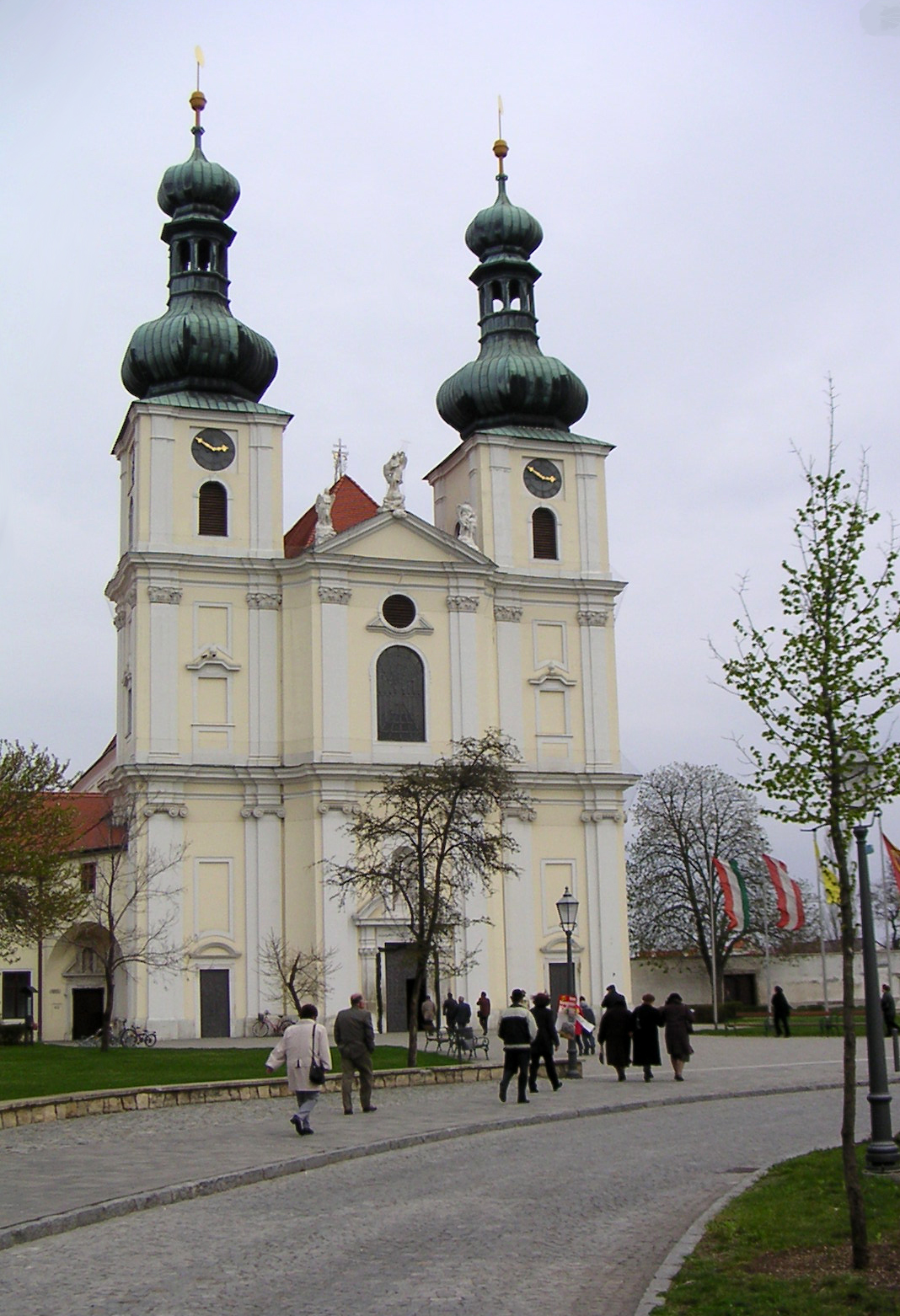
Frauenkirchen (Boldogasszony) / Österreich
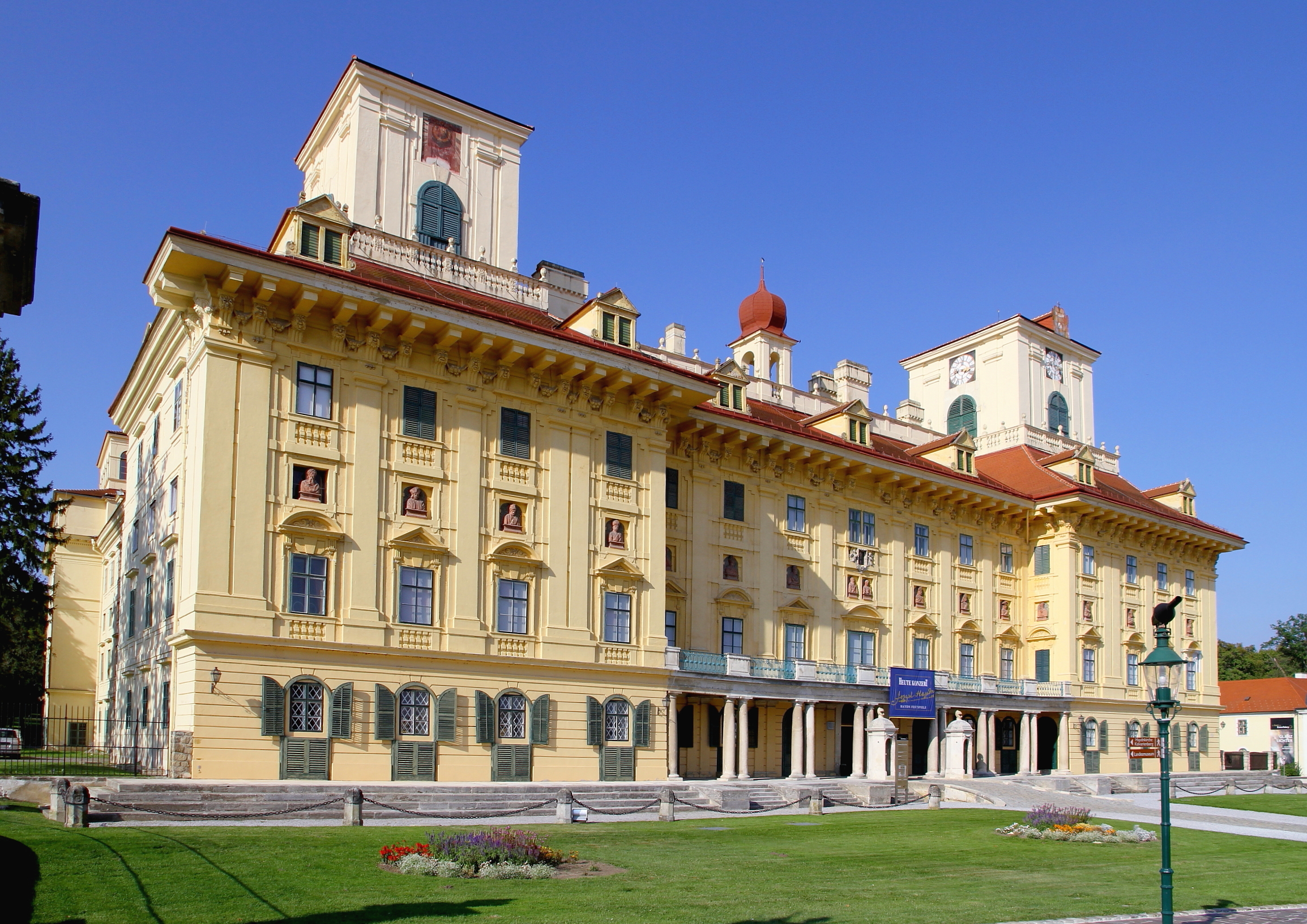
Schloss Esterházy / Österreich
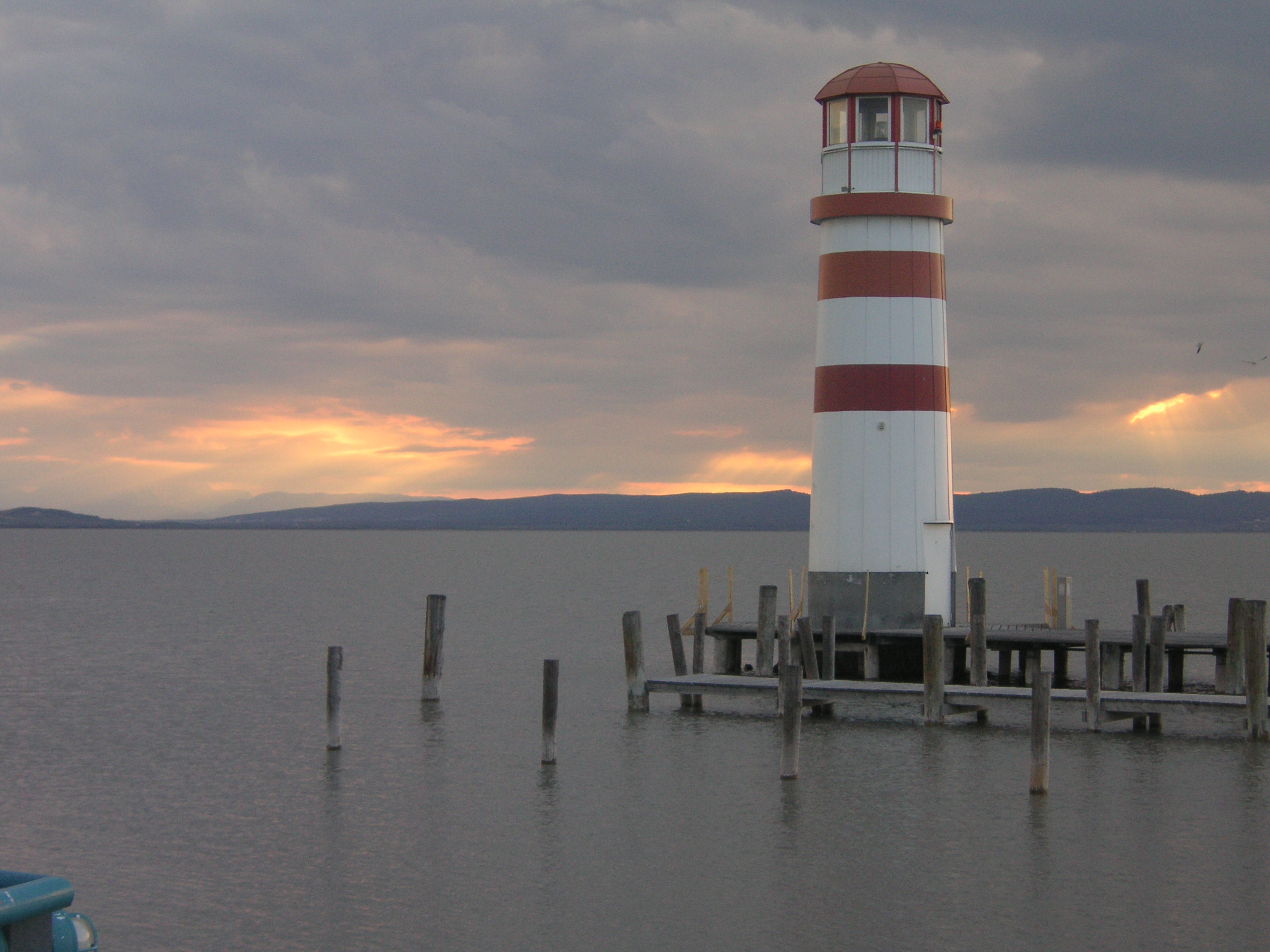
Neusiedler See
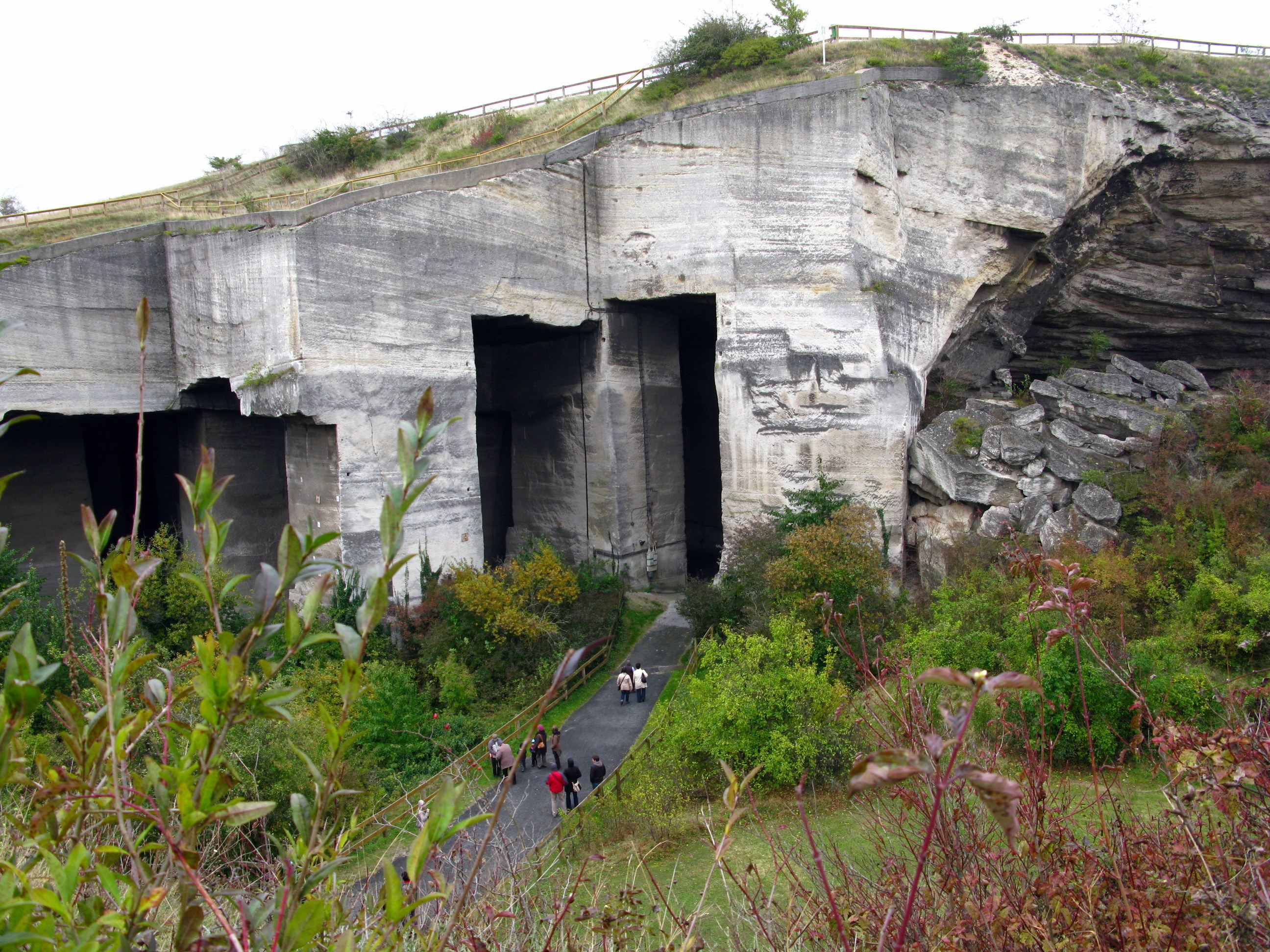
Höhlentheater in Fertőrákos (de.: Kroisbach) / Ungarn
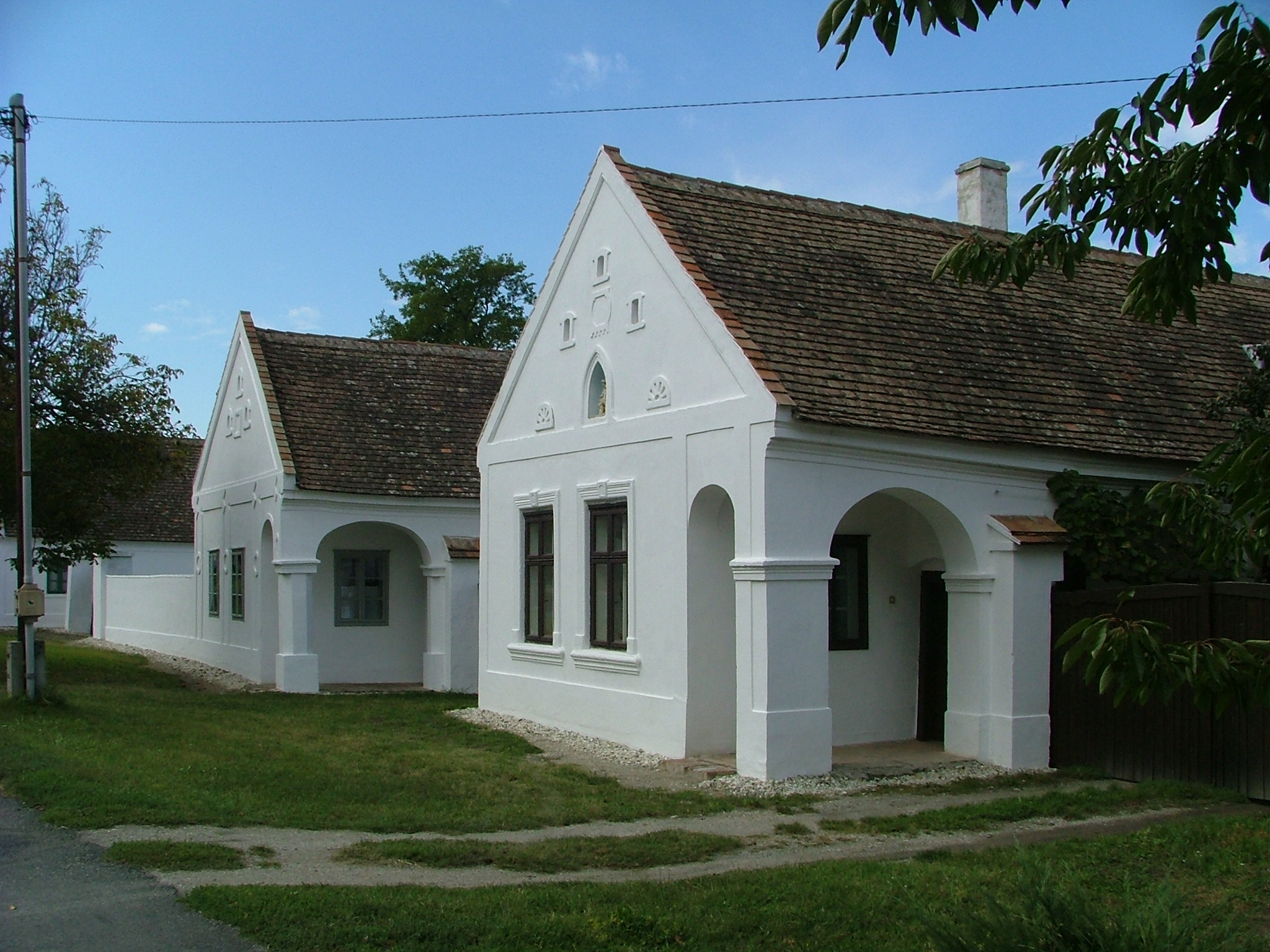
Fertőszéplak (Schlippach am See) / Ungarn
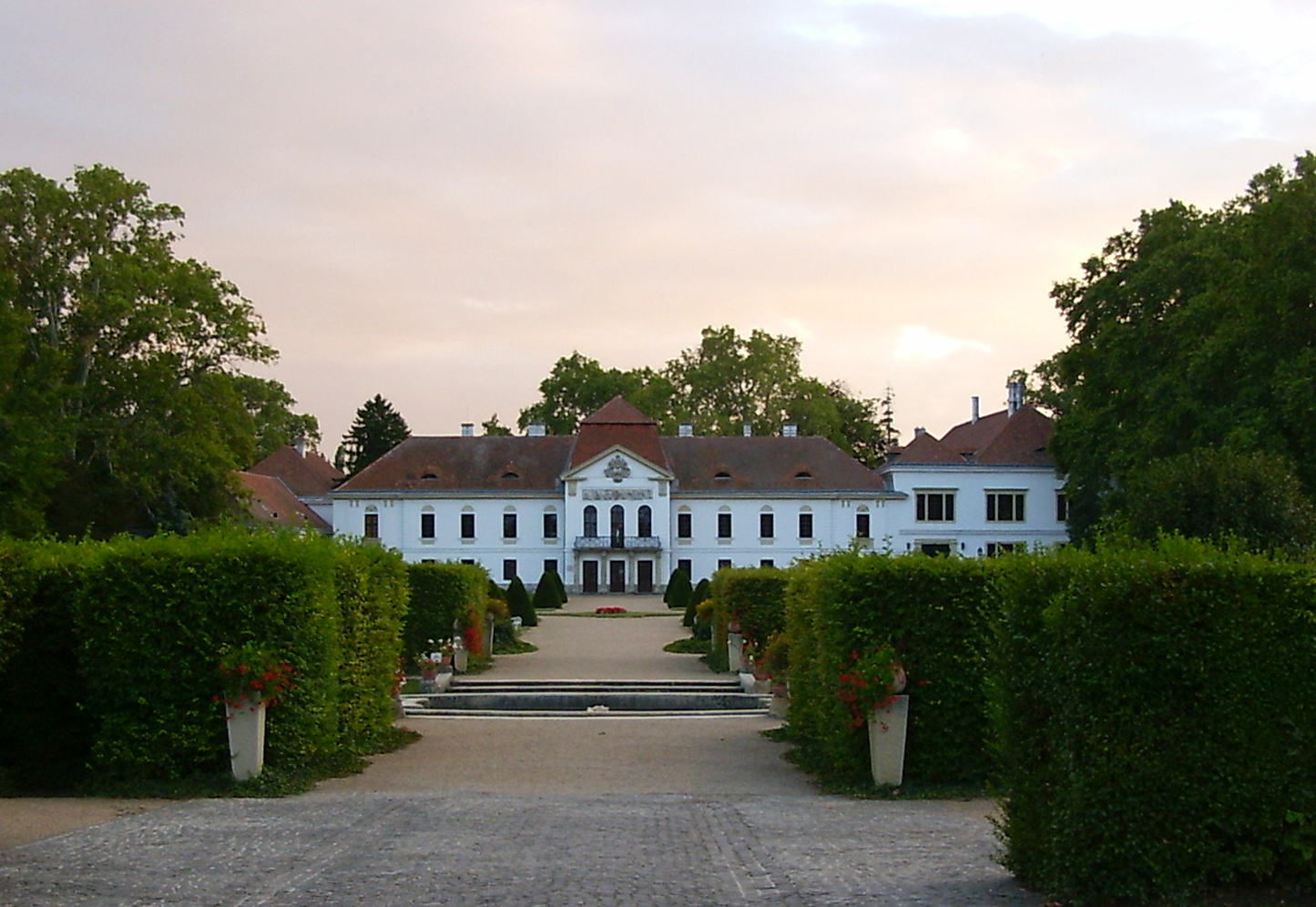
Schloss Széchenyi in Nagycenk / Ungarn
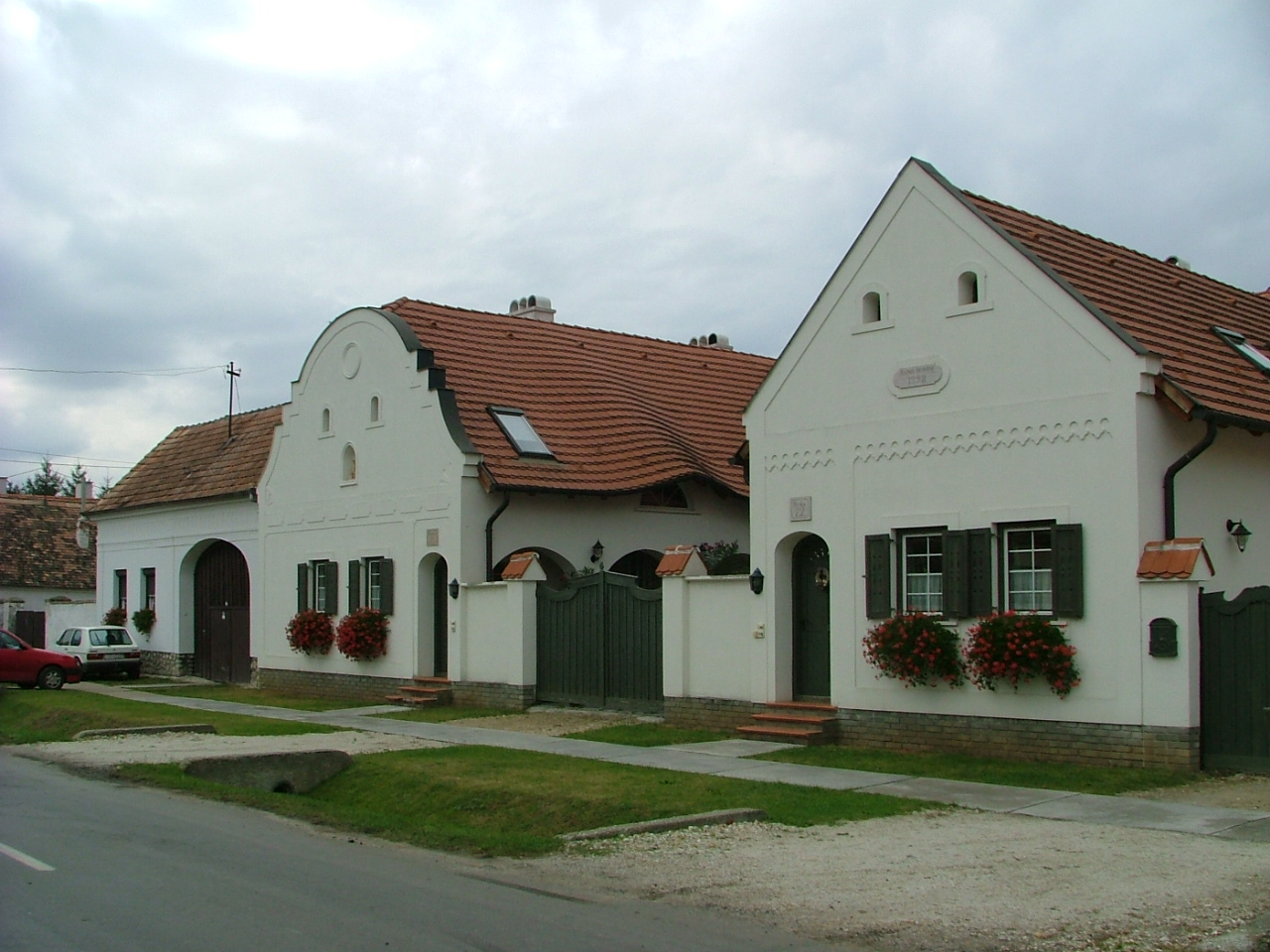
Sarród (Schrollen) / Ungarn
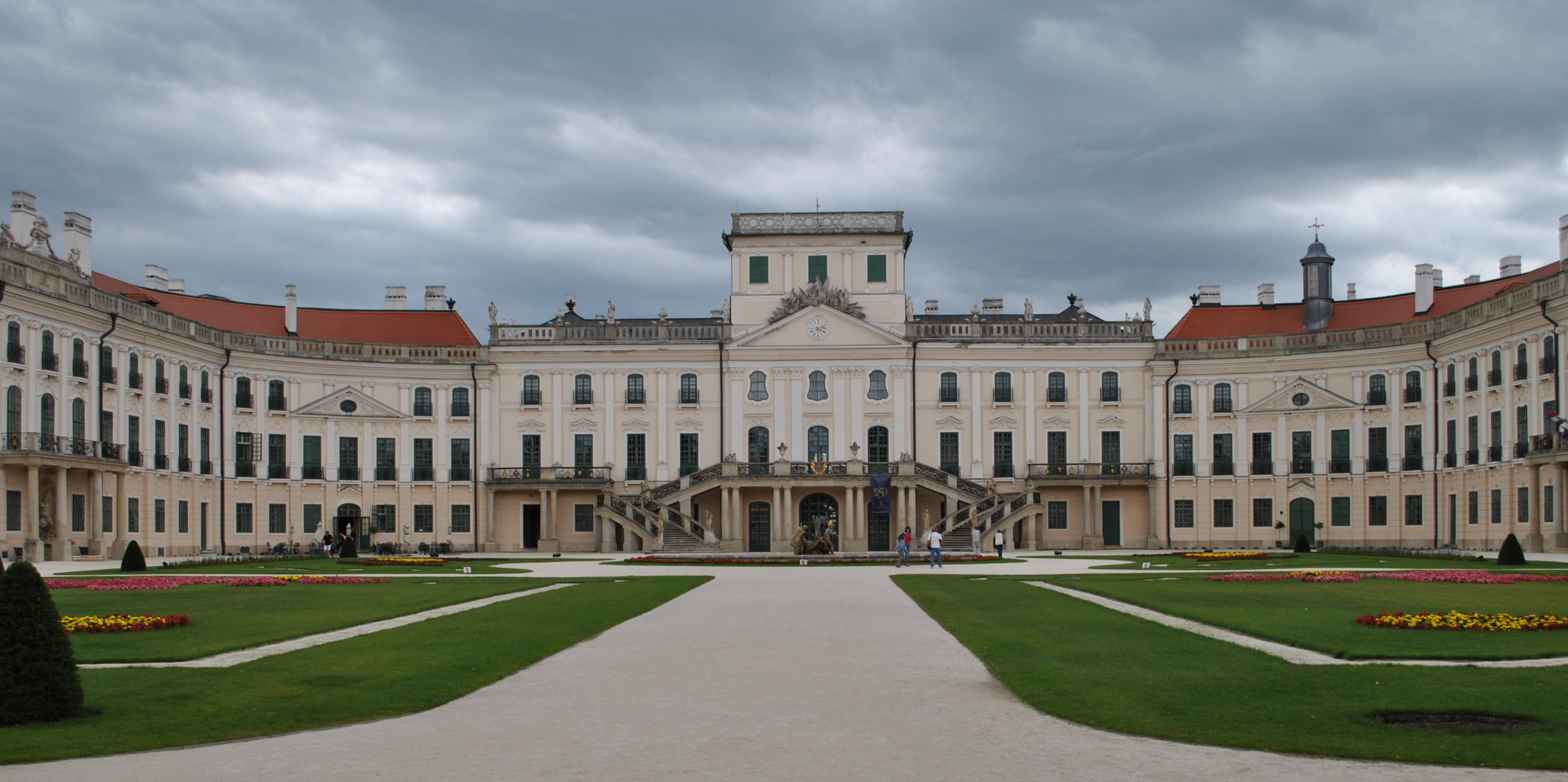
Schloss Esterházy / Ungarn
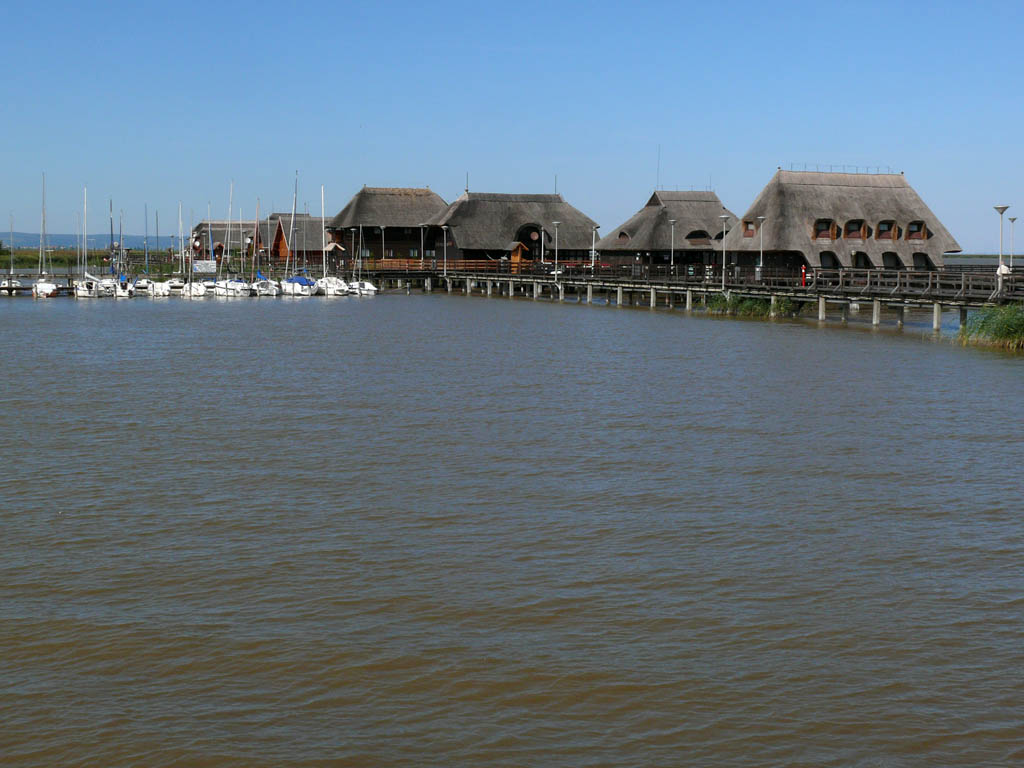
Fertő-tó
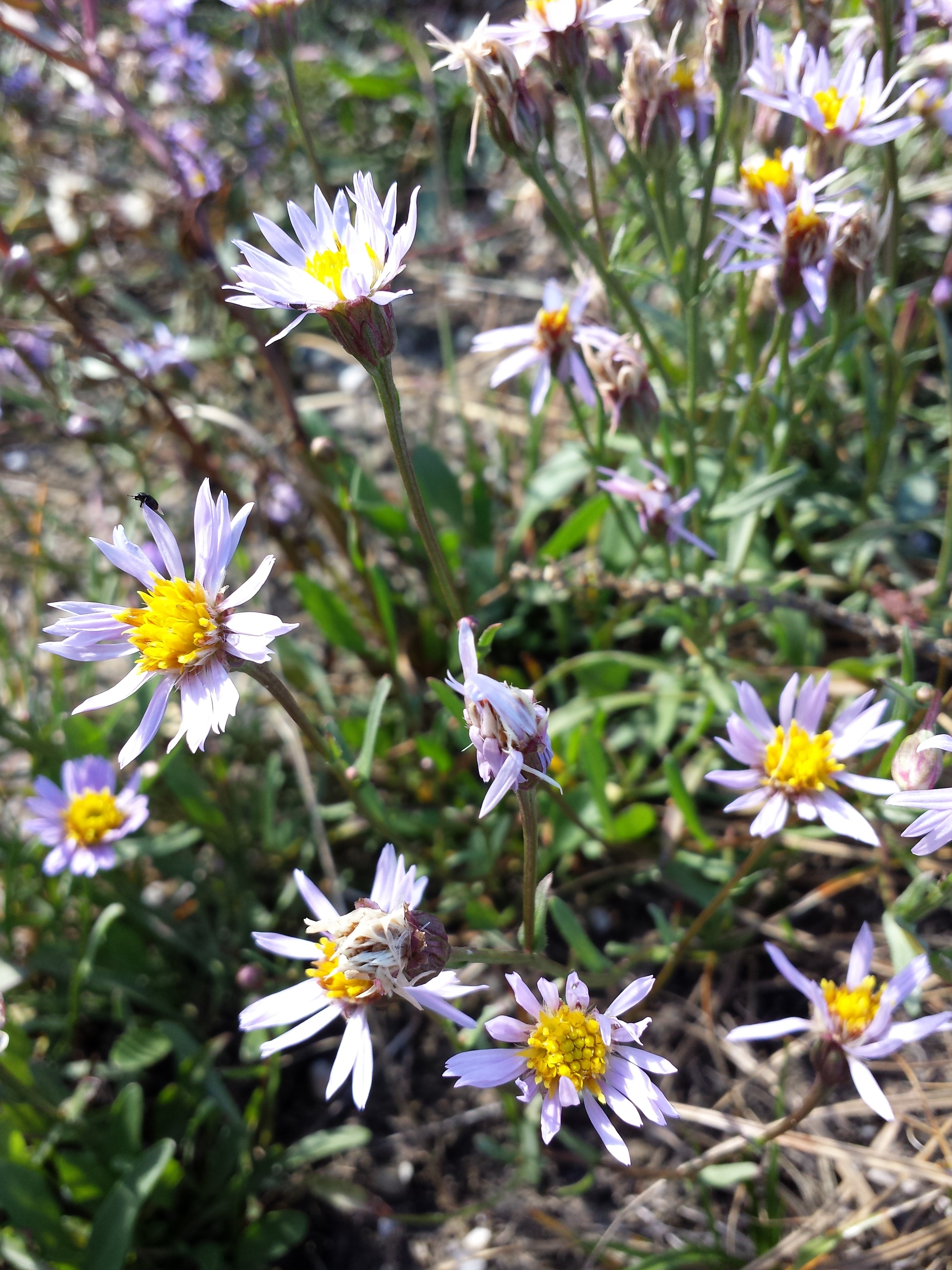
Die Pannonien-Salzaster sorgt für bunte Farbflecken auf den Salzlacken

## Filmographie
- Im Land des Sonnenaufgangs – Nationalpark Neusiedler See–Seewinkel, Dokumentarfilm, 50 Minuten, Format 16:9, Österreich, 1998, von Harald Pokieser und Manfred Christ, Produktion: Cosmos Factory GmbH.
- Das Wunder vom Seewinkel – ein Nationalpark und seine Geschichte, Dokumentarfilm, 33 Minuten, Format 16:9, Österreich, 2003, von Manfred Christ, Produktion: Cosmos Factory GmbH.